# Tempel des Apollo Sosianus

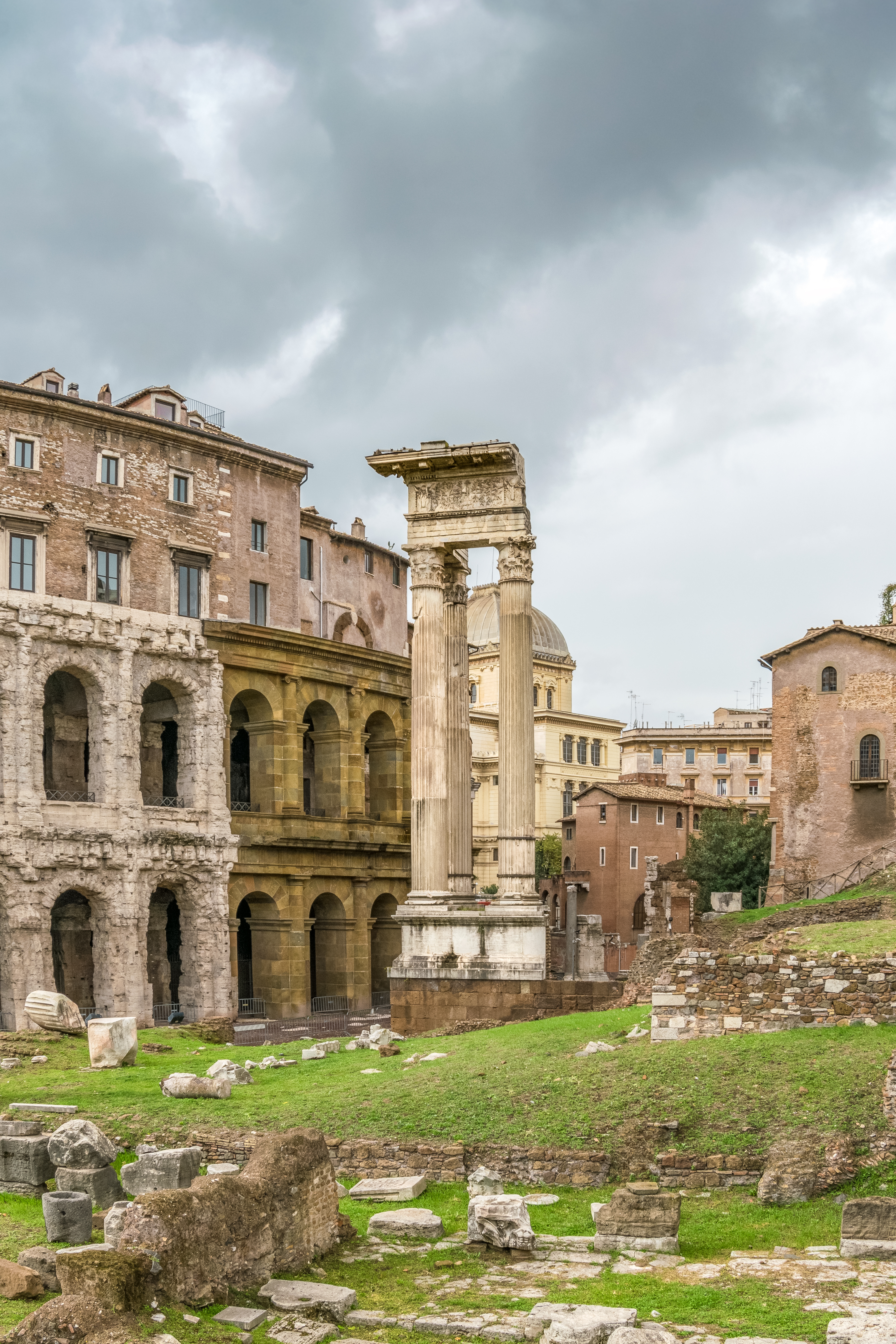
Die Überreste des Tempels des Apollon Sosianus neben dem Marcellustheater

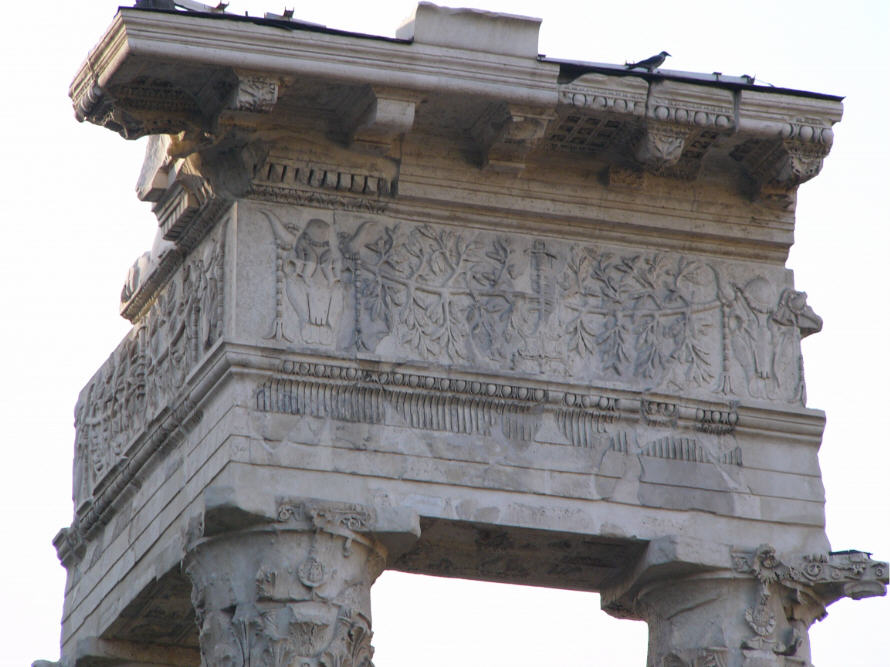
Architrav mit Fries

Der Tempel des Apollo Sosianus, auch Apollotempel in circo genannt, befindet sich in Rom in unmittelbarer Nähe zum Marcellustheater.
Laut Titus Livius wurde ein erster Tempel des Apollo an dieser Stelle im Jahre 431 v. Chr. durch den Konsul Gaius Julius Mento eingeweiht. Damals erfolgte die Weihung unter dem Namen Apollo Medicus. Damit wollte man den heilenden Charakter der Gottheit betonen. Wenige Jahre zuvor hatten die Römer anlässlich einer grassierenden Seuche das Gelübde abgelegt, dem heilbringenden Gott Apollo einen Tempel zu bauen, wenn er sie von der Seuche befreie. Als Standort für den Tempel hatte man eine Stelle am Rande des Marsfeldes ausgewählt, da ein Tempel für Apollo als einem fremden Gott nicht ins Zentrum der Stadt gerückt werden durfte. Außerdem befand sich an diesem Ort bereits seit geraumer Zeit (wahrscheinlich seit 449 v. Chr.) ein Altar für den Gott, der dem Apollon Alexikakos, also dem Übelabwehrenden, geweiht war.
Der Kult für den griechischen Gott Apollon ist vermutlich schon früh über Kontakte von Cumae nach Rom gelangt. Auch etruskische Einflüsse scheint es in dieser Richtung gegeben zu haben.

## Baugeschichte
Im Laufe der Jahrhunderte wurde der Tempel mehrfach umgebaut und ausgebessert. Nachgewiesen ist dies für die Jahre 353 v. Chr., 179 v. Chr. und 34 v. Chr. Die Renovierung im Jahre 34 v. Chr. wurde von Gaius Sosius finanziert, nach dem der Tempel bis heute – auch zur Unterscheidung vom Apollotempel auf dem Palatin – benannt ist. So nennt ihn Plinius der Ältere (naturalis historia 36,28) templum Apollinis Sosiani. Sosius ließ jedoch den Tempel nicht nur ausbessern, sondern gleichsam neu erbauen, zum ersten Mal in Marmor. Bereits unter Caesar war der Bau eines Theaters in diesem Bereich geplant worden, ein Projekt, das von Augustus nach dem Erwerb weiterer Grundstücke umgesetzt wurde. Da für den Bau des Marcellustheater Fundamente des alten Apollotempels überbaut wurden und direkt neben ihm der Tempel der Bellona stand, wurde er anscheinend wie die benachbarten Tempel der Pietas und der Diana für das Theater niedergelegt. Der Neubau des Apollotempels wurde kurzerhand um einige Meter nach Norden versetzt. Auch die frontale Freitreppe wurde aufgegeben und durch Seitentreppen ersetzt, so dass der Abstand von Theater und Tempel weniger als 6 Meter betrug. Dies schien gerade genug zu sein, um sowohl dem Theater als auch dem Tempel genügend Raum zu lassen, die sich beide aufeinander beziehen sollten, da Apollo auch als der Gott der Künste galt. Bereits seit republikanischer Zeit wurden vor dem Tempel die Apollinarischen Spiele aufgeführt, nämlich Theaterstücke zu Ehren des Gottes. Mit Baubeginn des Theaters etwa um 20 v. Chr. war der Neubau des Sosianus-Tempels abgeschlossen, der folglich etwa um die Mitte der zwanziger Jahre v. Chr. zu datieren ist.

## Baubeschreibung
Heute sind von dem einst 40 m langen und 21,32 m breiten Tempel noch 3 jeweils 14 m hohe korinthische Säulen mit einem Architrav an Ort und Stelle zu sehen. Diese richtete man im Jahre 1940 hier wieder auf. Auf dem Architrav sind Olivenlaubgirlanden und Stierköpfe zu erkennen. Weitere Funde befinden sich heute im Besitz der Kapitolinischen Museen. So ist beispielsweise eine Giebelgruppe, die den Kampf des Herakles und des Theseus gegen die Amazonen zeigt, in der Centrale Montemartini in der Via Ostiense ausgestellt. Diese stammt vermutlich aus dem 5. Jahrhundert v. Chr. und befand sich ursprünglich an einem Apollontempel in Eretria in Griechenland.

### Außenbau

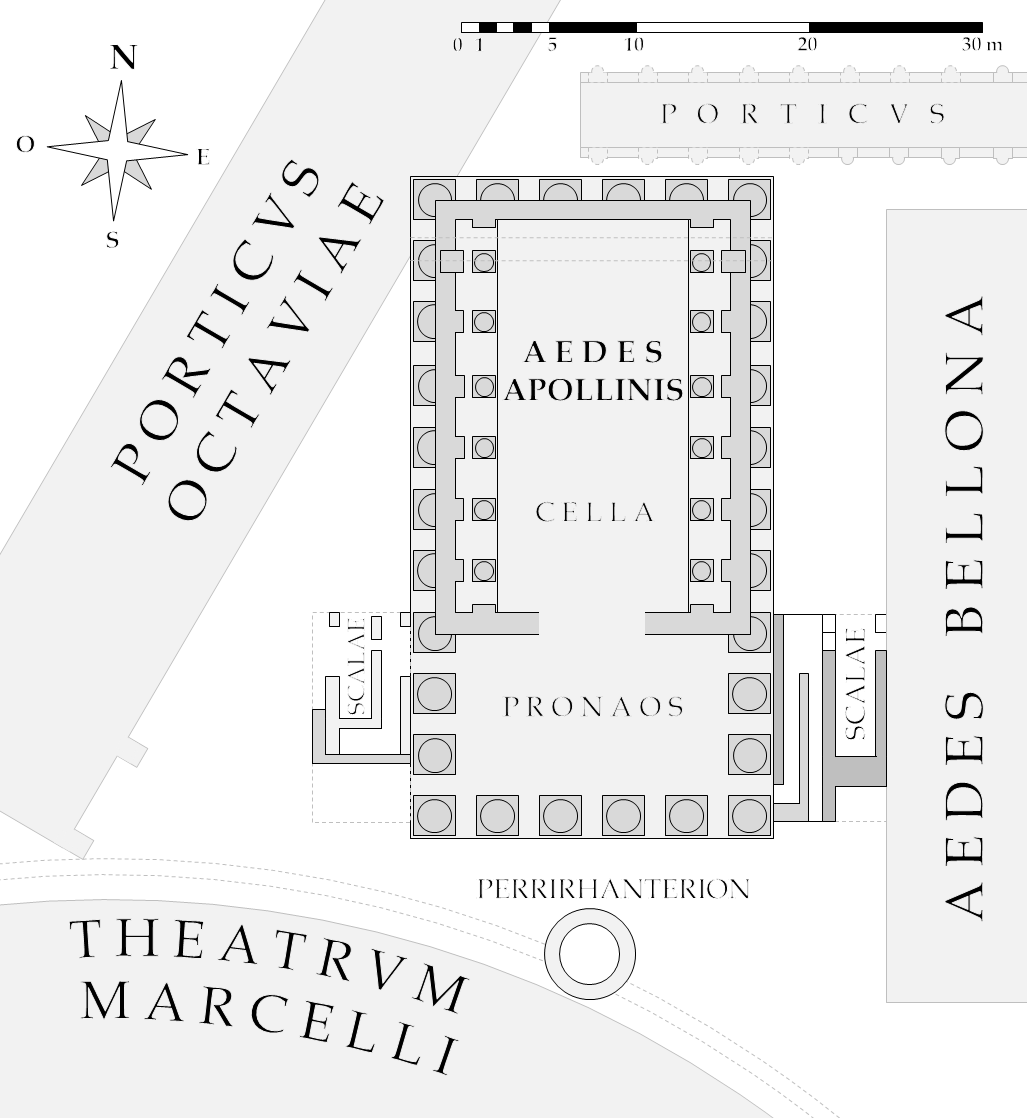
Lage und Grundriss des Tempels

Der auf einem Podium sich erhebende Tempel besaß einen pseudoperipteralen Grundriss mit einer 6 × 3 Säulen großen Vorhalle. Die Langseiten der Cella waren mit je sieben Halbsäulen gegliedert, für die Rückwand verzichtete man auf eine entsprechende Gliederung. Hierin zeigt sich die Abhängigkeit vom wenig älteren Apollotempel auf dem Palatin, der eine gleichartige Vorhalle und Gliederung der Langseiten aufwies. Im Gegensatz zu diesem war der Tempel des Sosianus allerdings ein Pyknostylos, das heißt, der lichte Abstand seiner Säulen betrug das Eineinhalbfache seines unteren Säulendurchmessers. Bei gleicher Säulenstärke ist der sosianische Bau also etwas kleiner angelegt.
Der neben römischem Travertin überwiegend aus lunensischem Marmor errichtete Außenbau war an fast allen Baugliedern überaus reich verziert. Bereits mit den Säulenbasen setzt dieser Reichtum an. Die Wulste waren als dicke Taue gearbeitet, die Anlaufplättchen der Einziehung (scotia) trugen jeweils einen Perlstab, die Scotia selbst war durch einen Reif aus gegenläufigen Schnurstäben geteilt. Mit 32 abwechselnd weiteren und schmaleren Kanneluren waren die Säulenschäfte gegliedert, was laut Vitruv (4, 5,2) nur an Säulen von Innenordnungen vorkommen sollte. Überschwänglich sind auch die Kapitelle mit ihren vegetabilen Formen dekoriert. Neben die bekannten Akanthusmotive treten Lorbeerbüschel. Wellenranken zieren die Seiten des Abakus. Zusätzlich findet sich ein Eierstab als Abschlussprofil an der Oberkante des Abakus.
Der Reichtum fand seine Fortsetzung im Gebälk. So waren die Soffitten der Architrave mit von Kymatien begleiteten Bukranien und Palmetten verziert. Die Architravseiten waren in unterschiedlich hohe Faszien gegliedert, deren oberste einen Pfeifenfries mit abschließendem Eierstab trug. Der Fries selbst, dessen Zentrum ein Thymiaterion einnahm, wies ein Gehänge aus Bukranien und Lorbeer auf. Das sich anschließende Konsolengeison war mit Akanthusblättern, Eierstäben, Perlstäben und zu Lorbeer- sowie Lotusgewächsen stilisierten Bügelkymatien überzogen. Einzig die Seitenflächen der Konsolen blieben undekoriert. Zwischen den Konsolen befanden sich Kassettenfelder, die kleine Rosetten in ihrer Mitte aufnahmen. Lediglich die Sima besaß außer den Löwenkopf-Wasserspeiern keinen weiteren Dekor. Dieses auch an den Giebelschrägen fortgeführte Geison rahmte das mit einer vielfigurigen Giebelgruppe ausgestattete Tympanon.

### Innenausstattung
Gesteigert wurde der Reichtum des Außenbaus in der Gestaltung des Tempelinneren. Verschiedene Buntmarmore kamen hier zum Einsatz, um die verschiedenen, reich rhythmisierten Ordnungen und Architekturelemente weiter aufzuwerten. Verspielte Ädikulä mit reichlich variierten Giebelkonstruktion – neben einfachen Dreiecksgiebeln kamen Segmentgiebel und pagodenförmige Giebel zum Einsatz. Diese sich auf Podesten erhebenden, etwa 2,10 Meter breiten und 0,90 Meter tiefen Ädikulä wurden von zweistöckigen Blendarchitekturen aus Pavonazzetto und Carraramarmor gerahmt. Eingedeckt wurde die Cella durch eine leicht gewölbte Decke, deren Stuckreste reichlich erhalten sind, obgleich ihre Zugehörigkeit zum Bau des sosianischen Baus nicht erwiesen ist, sie vielmehr auch einer späteren Instandsetzung zugeschrieben werden könnten.
Das Innere des Tempels war mit Kunstwerken ausgestattet, deren bedeutendste uns Plinius überliefert:
- Mehrere Gemälde des Aristides von Theben (Plinius, naturalis historia 34,99)
- Mehrere Statuen von Philiskos von Rhodos  (Plinius, naturalis historia 36,34)
- ein Apollon Kitharoidos des Timarchides (Plinius, naturalis historia 359)
- Eine Apollostatue aus Zedernholz aus Seleukia (Plinius, naturalis historia 13,53)
- Eine berühmte Niobidengruppe, die in der Antike Skopas oder Praxiteles zugewiesen wurde (Plinius, naturalis historia 36,28)